# ویلا دولورس
ویلا دولورس (به اسپانیایی: Villa Dolores) یک منطقهٔ مسکونی در آرژانتین است که در San Javier Department واقع شده‌است. ویلا دولورس ۲۹٬۸۵۴ نفر جمعیت دارد و ۵۸۴ متر بالاتر از سطح دریا واقع شده‌است.